# Real Sociedad Hípica Española Club de Campo
La Real Sociedad Hípica Española Club de Campo (RSHECC) es un club deportivo ubicado en San Sebastián de los Reyes, España. Fue fundado en 1901 como Sociedad Hípica Española y tiene 6.000 socios.

## Historia
Se constituye en 1901 como Sociedad Hípica Española y en 1909 el Rey Alfonso XIII le concede el título de "Real". Se creó con el objeto de fomentar los deportes ecuestres. En 1942 se fusionó con la Sociedad Deportiva Club de Campo, dando lugar a la Real Sociedad Hípica Española Club de Campo. Tras la reclamación por parte del Ayuntamiento de Madrid en 1984 de los terrenos ocupados por el Club de Campo y la consiguiente creación de la sociedad anónima que pasó a gestionar la propiedad, la RSHECC comenzó a buscar otros terrenos donde pudiera seguir de manera independiente con sus actividades deportivas y sociales. En 1990 adquiere la finca “Coto Pesadilla”, en San Sebastián de los Reyes, donde se ubica en la actualidad.